# Pico La Negra
El Pico La Negra (10°22′31″N 67°28′07″O / 10.3754, -67.4687) es una formación de montaña, una de las de mayor elevación del Parque nacional Henri Pittier y del Estado Aragua, ubicada al Norte de Turmero y al oeste de la Colonia Tovar, Venezuela. 

## Ubicación
Pico La Negra es parte del límite norte del Municipio Mariño y el punto intermedio entre la ciudad de Turmero y la playa Ensenada de Tuja. Colinda hacia el Oeste con el prominente Topo El Guayabo y el Pico Cambural. Hacia el Este da con el Pico El Cenizo y el Pico Codazzi en dirección hacia la Colonia Tovar. Hacia el Norte se continúa con el parque nacional Henri Pittier hasta la población de Cepe y la ensenada de Tuja. 

## Topografía
Pico La Negra y sus alrededores son parte de un sector montañoso de 25.750 hectáreas que se clasifican dentro de una ocurrencia de incendio que es moderada. Sin embargo, entre 200 y 250 hectáreas en los alrededores de la montaña están en muy cercana proximidad al contacto humano por la carretera a Turmero y la Colonia Tovar. Ello hace que se clasifique esta región como extrema suscestibilidad, donde la frecuencia de incendio es de una vez por año. Estas son áreas de máxima prioridad que requieren la mayor vigilancia y prevención, ya que el no control ocasionaría la intervención de las zonas vitales de la hidrología, fauna y bosque del parque nacional Henri Pittier.

## Acceso
No existen carreteras que conduzcan al Pico La Negra, la única vía es ascendiendo las montañas que rodean el picacho de Turmero hacia Pico El Cenizo o Topo El Guayabo en el Parque nacional Henri Pittier por la famosa ruta del cacao que consta de caminos de recuas o viejos senderos de herradura que permanecen transitables a pie y conducen al Pico desde Polvorín, un suburbio del norte de Turmero.